# Marosatherina ladigesi
Marosatherina ladigesi là một loài cá thuộc họ Telmatherinidae. Chúng là loài đặc hữu của Indonesia.